# Clas Yngström
Clas Yngström, född 16 december 1952 i Borlänge, Dalarna, är en svensk kompositör, gitarrist och sångtextförfattare.
Under 1970-talet var han medlem i bland annat Parapernalia, Röda Ropet, och Soffgruppen. Han var också med och grundade gruppen Sky High 1978, och turnerar fortfarande med dem.
Yngström spelar främst Fender Stratocaster men under tidiga 1970-talet var en Gibson SG flitigt använd. Han är även en så kallad ambassadör för Hagströms gitarrer.

## Filmmusik
- 1996 – Jägarna
- 2000 – Från opium till krysantemum

### Fotnoter
1. ↑  ”Clas Yngström”. Svensk Filmdatabas. http://sfi.se/sv/svensk-filmdatabas/Item/?type=PERSON&itemid=236515&ref=%2ftemplates%2fSwedishFilmSearchResult.aspx%3fid%3d1225%26epslanguage%3dsv%26searchword%3dyngstr%C3%B6m%26type%3dPerson%26match%3dBegin%26page%3d1%26prom%3dFalse. Läst 13 januari 2013.